# 1. základní expedice (Mir)
1. základní expedice, zkráceně EO-1, (rusky 1-я основная экспедиция, ЭО-1) na Mir, byla první expedicí vyslanou Sovětským svazem na jeho vesmírnou stanici Mir. Expedice byla zahájena 13. března 1986 startem kosmické lodi Sojuz T-15 a trvala do přistání 16. července 1986. Výprava byla dvoučlenná, skládala se z velitele Leonida Kizima a palubního inženýra Vladimira Solovjova.

## Posádka
| Pozice          | Kosmonauti                          |
| --------------- | ----------------------------------- |
| Velitel         | Leonid Kizim, (3) CPK               |
| Palubní inženýr | Vladimir Solovjov, (2) NPO Eněrgija |

V závorkách je uveden dosavadní počet letů do vesmíru včetně této expedice.
| Pozice          | Kosmonauti                        |
| --------------- | --------------------------------- |
| Velitel         | Alexandr Viktorenko, CPK          |
| Palubní inženýr | Alexandr Alexandrov, NPO Eněrgija |

## Průběh expedice
Posádka expedice ve složení velitel Leonid Kizim a palubní inženýr Vladimir Solovjov byla jmenována v listopadu 1985. Současně se začala připravovat záložní posádka Alexandr Viktorenko, Alexandr Alexandrov.
Expedice začala startem kosmické lodi Sojuz T-15 z kosmodromu Bajkonur 13. března 1986 v 12:33 UTC, se stanicí Mir se loď spojila 15. března ve 13:39 UTC. Kvůli úspoře pohonných hmot byl let ke stanici prodloužen z dosud obvyklého jednoho dne na dny dva.
Po spojení kosmonauti prověřili systémy stanice a oživili ji. Po několika dnech bezpilotní loď Progress 25 přivezla zásoby, spojena se stanicí byla od 21. března do 20. dubna. Posádka ji vykládala, současně ověřovala různé způsoby řízení stanice. Zkoušela dynamické vlastnosti komplexu nyní se skládajícího ze základního bloku Miru, Sojuzu a Progressu. Také fotografovali Halleyovu kometu. Koncem března vyzkoušeli nový systém rádiového spojení s řídícím střediskem pomocí geostacionární družice Luč (oficiální označení bylo Kosmos 1700, index COSPAR 1985-102A), umístěné nad 53° v. d. (blízko poledníku Bajkonur) a pracující v oblasti 11 a 14 GHz. Družice umožnila spojení téměř na polovině každého oběhu. V dubnu se kosmonauti věnovali i snímkování Střední Asie, Ukrajiny a Kavkazu. Dne 26. dubna přijali Progress 26.
Ve dnech 5.–6. května Kizim a Solovjov v Sojuzu T-15 přeletěli na kosmickou stanici Saljut 7. Kvůli nemoci Vladimira Vasjutina totiž poslední posádka Saljutu nesplnila výzkumný program. Kizim a Solovjov osídlili stanici a dokončili práci předchůdců. Fotografovali jižní části Sovětského svazu, ale také okolí havarované černobylské elektrárny. Měřili vlastnosti atmosféry v okolí stanice, tok vysokoenergetických částic, uskutečnili experimentální tavby v československém krystalizátoru. Provedli dva výstupy na povrch stanice. Cílem prvního bylo odmontování panelů s venkovními experimenty a instalace skládacího nosníku. Při druhém výstupu nosník vyzkoušeli a instalovali na povrch stanice nové experimenty.
Ve dnech 25.–26. června přeletěli kosmonauti zpátky na Mir. Ze Saljutu převezli na 400 kg přístrojů, materiálů a výsledků experimentů. V závěrečných dnech letu kosmonauti pokračovali ve vědeckých výzkumech, především v dálkovém průzkumu Země, zejména Sachalinu, Dušanbe, ledovců Pamíru, Ťan-šanu a Kavkazu, vulkánů a vodních nádrží.
Dne 16. července se vrátili na Zem. Od Miru se oddělili v 09:09 UTC, přistáli ve 12:34 UTC v kazašské stepi nedaleko města Arkalyk.